# Fairfield House, Bath
Fairfield House est une villa située dans le quartier de Newbridge, dans la ville de Bath en Angleterre.
Elle est surtout connue pour avoir été le lieu de résidence de Haïlé Sélassié Ier, empereur d'Éthiopie pendant son exil de 1936 à 1941. Après son retour, il en fit don à la ville de Bath qui s'en servit comme résidence pour personnes âgées. Elle sert aujourd'hui de lieu de réunion.

## Traduction
- (en) Cet article est partiellement ou en totalité issu de l’article de Wikipédia en anglais intitulé « Fairfield House, Bath » (voir la liste des auteurs).